# Giovanni Grion
Giovanni Grion (Pola, 20 agosto 1890 – Asiago, 16 giugno 1916) è stato un militare e patriota italiano, caduto durante la prima guerra mondiale.

## Biografia
Nato nel 1890 nell'allora Pola austroungarica, leader dell'irredentismo, cercò di creare dei disordini contro l'imperatore d'Austria Francesco Giuseppe e per questo venne arrestato dalla polizia asburgica e poi venne scarcerato. Costretto all'esilio a Milano, con l'entrata in guerra dell'Italia nel 1915 entrò nel Regio Esercito e combatté sul monte Mrzli (Mrzli vrh) a Vollaria in alta valle Isonzo. 
Dopo aver svolto il corso allievi ufficiali nel 1915, venne promosso sottotenente e arruolato nel 5º Reggimento bersaglieri, morì in combattimento nel 1916 durante la Strafexpedition nei pressi di Asiago a soli 26 anni. 
Nel 1919 il fascio di combattimento di Pola dedicò al Grion il Gruppo Sportivo Fascio Grion Pola.
Il 7 marzo 1947 con un viaggio non previsto il piroscafo Toscana ritornò a Pola per caricare gli ultimi profughi ancora in città. In questa occasione furono prelevati di notte anche i resti di Nazario Sauro, di Giovanni Grion e della madre e di due delle vittime del sommergibile F14, il guardiamarina Sergio Fasulo e il marinaio radiotelegrafista Garibaldi Trolis. Le salme furono trafugate di notte con la protezione di una scorta armata per prevenire impedimenti da parte degli jugoslavi.
Le spoglie di Giovanni Grion si trovano ora nella cripta del Tempio votivo del Lido di Venezia, tra i loculi degli invitti della III Armata. La tomba monumentale che si trovava fino al 1947 nel cimitero marina di Pola, è stata posizionata nel 1954 nella piccola darsena dell'Arsenale di Venezia, accanto al bassorilievo bronzeo in memoria di Nazario Sauro (precedentemente nel luogo della sua impiccagione nel cortile delle carceri militari di Pola). L'epigrafe tombale della targa di bronzo di Giovanni Grion riporta: " Nell'adolescenza / cospiratore contro l'Austria / languì nelle carceri e nell'esilio / alla grandezza d'Italia / alla grandezza della sua Terra /  consacrò la fiorente giovinezza / per trovare nella morte la gloria / rivive / nella memoria della Patria redenta ".